# Jessica Jones (Musikerin)
Jessica „Jess“ Jones  (* um 1965) ist eine US-amerikanische Jazzmusikerin, die Tenorsaxophon und Piano spielt und komponiert.

## Leben und Wirken
Jones, die aus Berkeley stammt, begann ihre berufliche Laufbahn mit Jazz, improvisierter Musik und karibischen Bands. Als Teenager erhielt sie von der Stadt Berkeley die Auszeichnung Excellence in Youth für eine Komposition.
Später gehörte Jones zu Peter Apfelbaums New York Hieroglyphics und spielte mit Musikern wie Don Cherry (Multikulti), Joseph Jarman, Cecil Taylor, Steve Coleman sowie mit verschiedenen haitianischen, karibischen und afrikanischen Bands. Sie nahm mit der Pianistin Connie Crothers das Album Live at the Freight (2011) auf, ein weiteres mit dem Hornisten Mark Taylor (Live at the Freight). Unter eigenem Namen leitete sie seit mehr als 20 Jahren ihr Quartett, für das sie ebenso wie ihr Gatte Tony Jones komponierte und mit dem sie Alben wie Nod (2004), Moxie (2015) und Continuum (2019) vorlegte, aufgenommen zuletzt mit Tony Jones (Saxophon), Stomu Takeishi und Kenny Wollesen. Jones spielte außerdem im Josh Jones Jazz Ensemble.
Mit Tony Jones legte sie 2024 das Album Hearing Into the Future (Reva) vor.
Jones komponierte zu einem Libretto von Arisa White eine Oper für Frauen, Post Pardon, deren erste Fassung 2014 in Oakland uraufgeführt wurde. Des Weiteren hat sie Spoken-Word-Künstler sowie den Gesang ihrer Tochter Candace Jones in ihre Kompositionen einbezogen.
Jones lehrt am Bard College. Im Bereich des Jazz war sie laut Tom Lord zwischen 1989 und 2018 an 21 Aufnahmesessions beteiligt.